# Public Radio
Public Radio är The Legends andra studioalbum, utgivet 2005.

## Låtlista
Alla låtar är skrivna av Johan Angergård.
1. "Today" - 2:49
2. "Hide Away" - 3:09
3. "People Like Us" - 2:43
4. "You're Alive" - 0:54
5. "Air" - 4:08
6. "He Knows the Sun" - 3:28
7. "Something Good" - 2:35
8. "I Want to Be Like Everybody Else" - 2:45
9. "Heaven Will Wait" - 2:20
10. "So Much for Tomorrow" - 1:53
11. "These Old Hearts of Ours" - 2:27
12. "Do You Remember Riley?" - 2:34

## Mottagande
Skivan fick ett blandat mottagande när den kom och snittar på 3/5 på Kritiker.se, baserat på sex recensioner. Allmusic.com gav skivan 3 av 5 möjliga poäng.